# Tosca Musk
Pour les articles homonymes, voir Musk.
Tosca Musk, née le 20 juillet 1974 à Pretoria (Afrique du Sud), est une réalisatrice et productrice sud-africaine, canadienne et américaine de longs-métrages, de programmes télévisuels et de contenus en ligne. Elle a notamment travaillé sur Driven de Kay (K.) Bromberg, Matchmaker's Playbook de Rachel van Dyken, et sa série Web, Tiki Bar TV,. Tosca est la sœur cadette d'Elon Musk et de Kimbal Musk et la fille de Maye Haldeman et d'Errol Musk. Elle a cofondé le service de streaming Passionflix.

## Jeunesse et éducation
Tosca Musk est née en Afrique du Sud où elle grandit avec ses deux frères aînés : Kimbal et Elon. En 1979, ses parents, Errol et Maye, divorcent. En 1981, Elon déménage pour vivre avec son père ; quatre ans plus tard, Kimbal fait de même.
Après avoir obtenu son diplôme d'études secondaires, Elon déménage au Canada ; six mois plus tard, en 1989, Tosca déménage également au Canada avec sa mère, Maye.
Dans les années 1990, Tosca Musk fréquente l'université de la Colombie-Britannique dont elle est diplômée en 1997.

## Carrière
Musk a produit et réalisé son premier long métrage, Puzzled, en 2001 avec Musk Entertainment,. Elon Musk était le producteur exécutif du film. Peu de temps après, elle a produit le long métrage The Truth About Miranda, puis ont suivi plus d'une douzaine de longs métrages, téléfilms et séries, dont le film d'horreur pour adolescents Cruel World, le long métrage britannique The Heavy et le feuilleton télévisé We Have Your Husband . En 2011, Musk a produit trois autres téléfilms qui ont été diffusés sur Lifetime et Hallmark début  2012.
En 2005, Tosca Musk s'associe à Jeff Macpherson (en) pour produire la série web Tiki Bar TV . Cette même année, lors de la présentation d'ouverture de la conférence Macworld 2005, Steve Jobs a présenté Tiki Bar TV au public comme un exemple de podcast vidéo (un format multimédia relativement nouveau à l'époque) qui pouvait être chargé sur le nouvel iPod à l'aide du logiciel iTunes d'Apple.
Tiki Bar TV a été présenté dans le magazine Wired, ainsi que dans d'autres médias,,. En juillet 2006, l'émission a fait l'objet d'un portrait de Jeff Macpherson dans le numéro spécial Celebrity 100 du magazine Forbes consacré aux célébrités, dans lequel elle est présentée comme « l'une des premières stars à percer dans le monde de la télévision sur Internet »[réf. nécessaire] .
Musk est le PDG et cofondateur de la plateforme de streaming OTT Passionflix. Développé en 2017 avec l'écrivain Joany Kane et la productrice Jina Panebianco, Passionflix se consacre à des adaptations filmées des romans d'amour les plus vendus. Tosca a réalisé plusieurs longs métrages pour la plateforme, notamment Hollywood Dirt d'Alessandra Torre, Afterburn/Aftershock de Sylvia Day, The Matchmaker's Playbook de Rachel van Dyken, Driven de K. Bromberg et The Protector de Jodi Ellen Malpas,,.

## Distinctions
- 2007 : Festival du film des Appalaches, Governor's Golden Appy Award pour Simple Things
- 2007 : Festival du film indépendant de Californie, Slate Award pour Simple Things
- 2007 : Festival international du film familial, Spirit' Award pour Simple Things